# Flaminio Bertoni
Flaminio Bertoni (Masnago, Varese, 10 de janeiro de 1903 – Antony, 7 de fevereiro de 1964) foi um projetista de automóveis italiano desde alguns anos antes da Segunda Guerra Mundial até sua morte em 1964. Antes de seu trabalho em projeto industrial foi escultor.
Trabalhando na Citroën durante décadas, Bertoni projetou o Citroën Traction Avant (1934), Citroën 2CV, Citroën H Van, Citroën DS e Citroën Ami.
A província de Varese dedicou um museu a sua memória, aberto em maio de 2007.

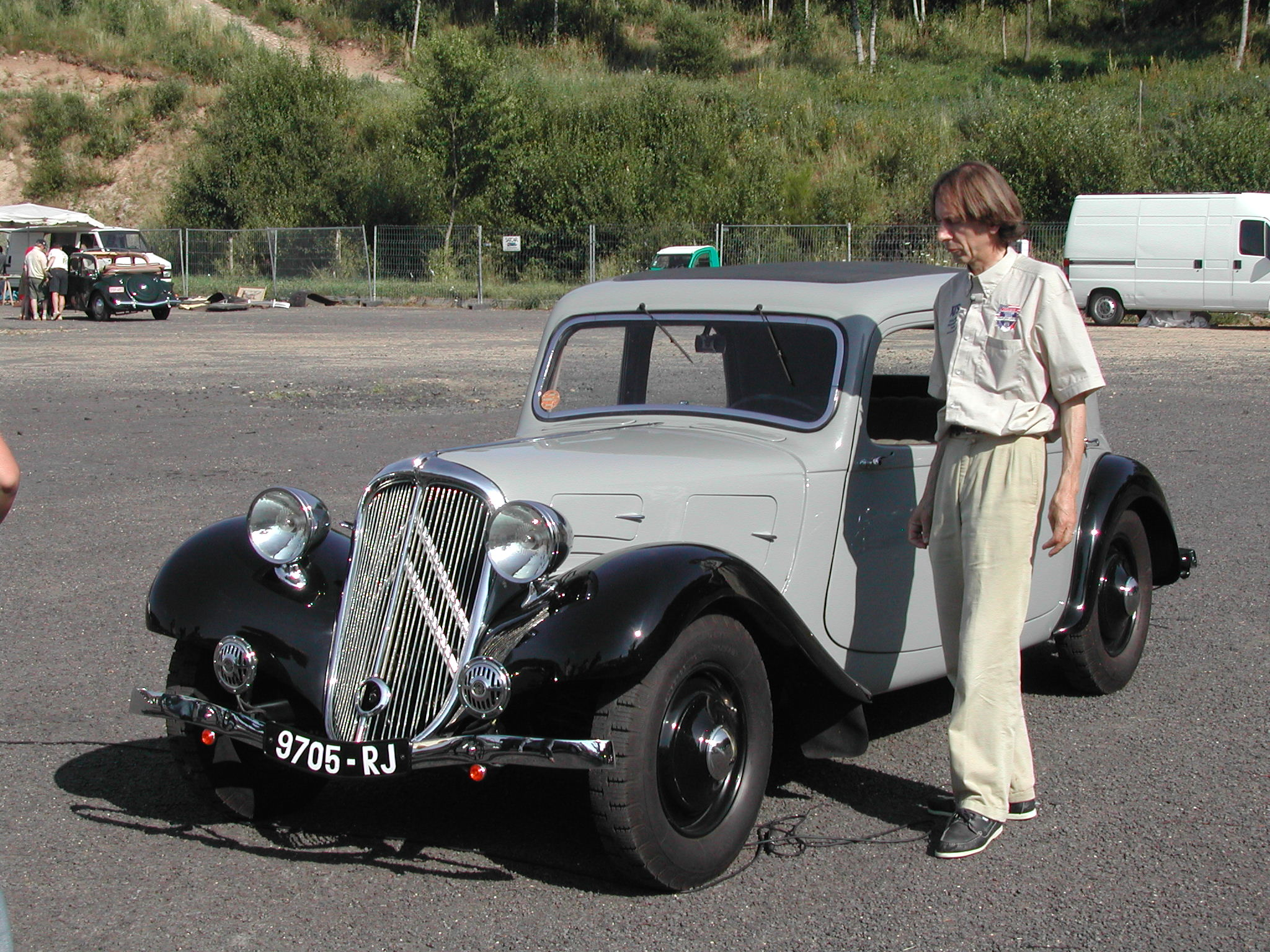
Citroën Traction Avant
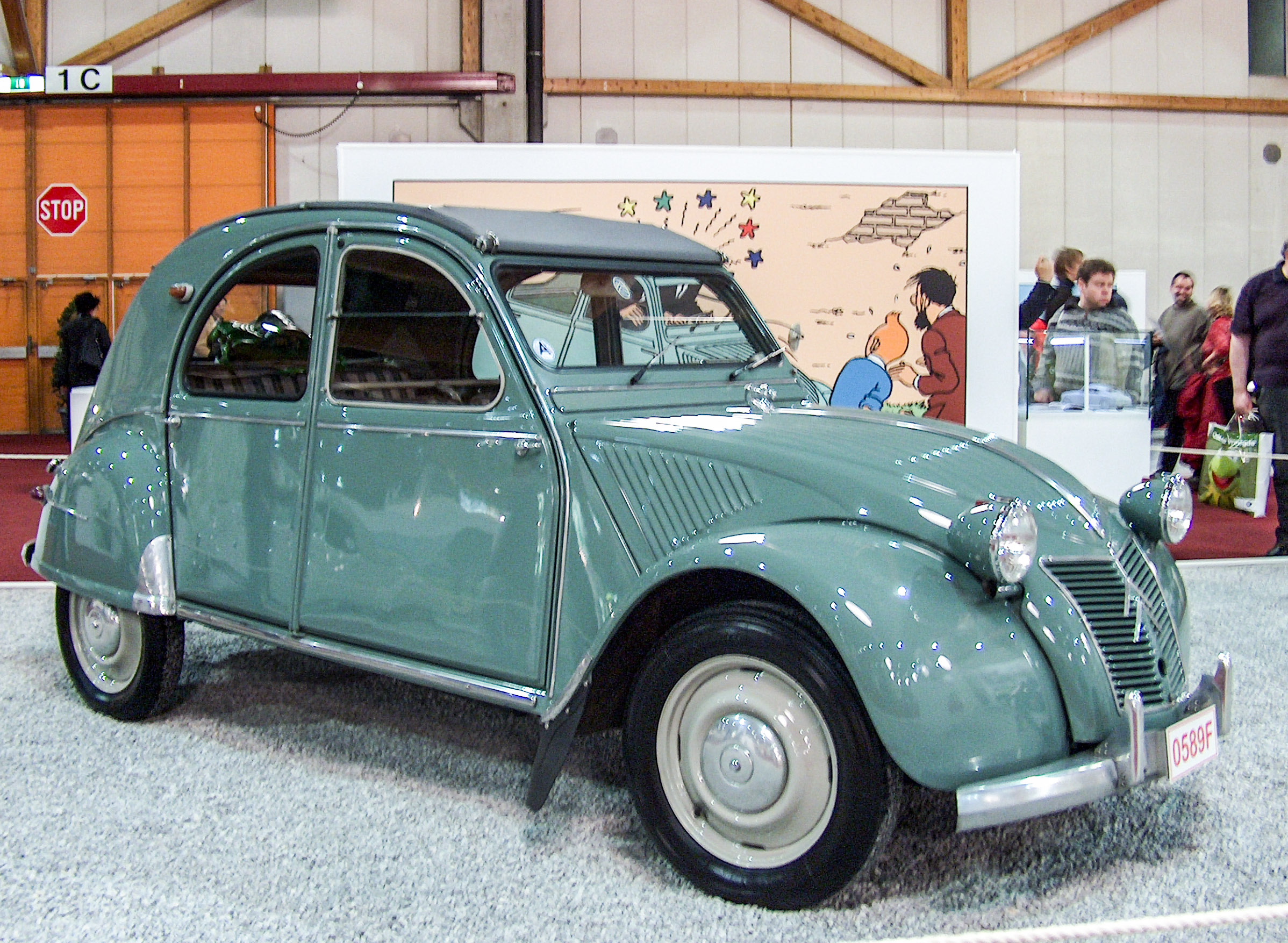
Citroën 2 CV 1949
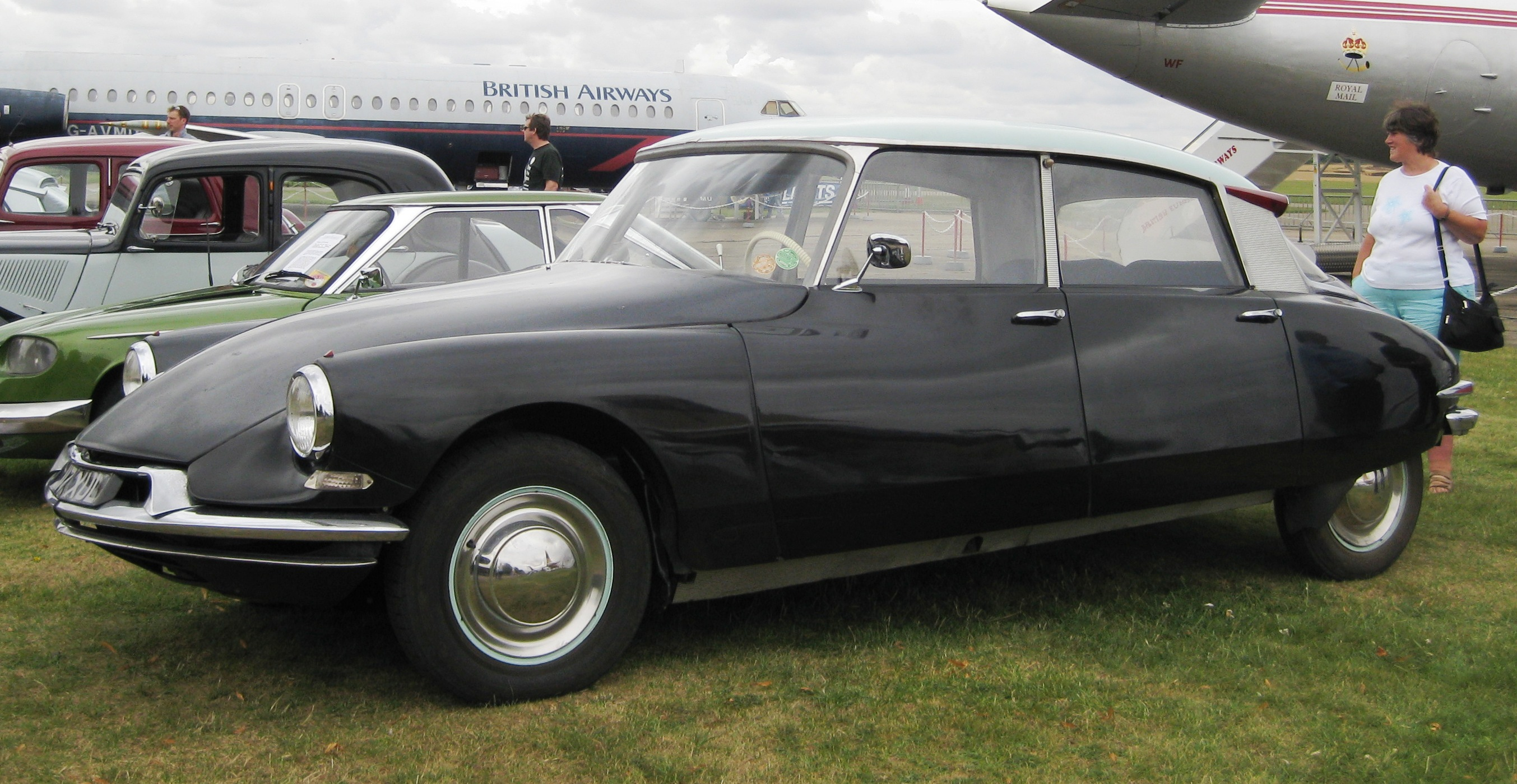
1957 Citroën DS
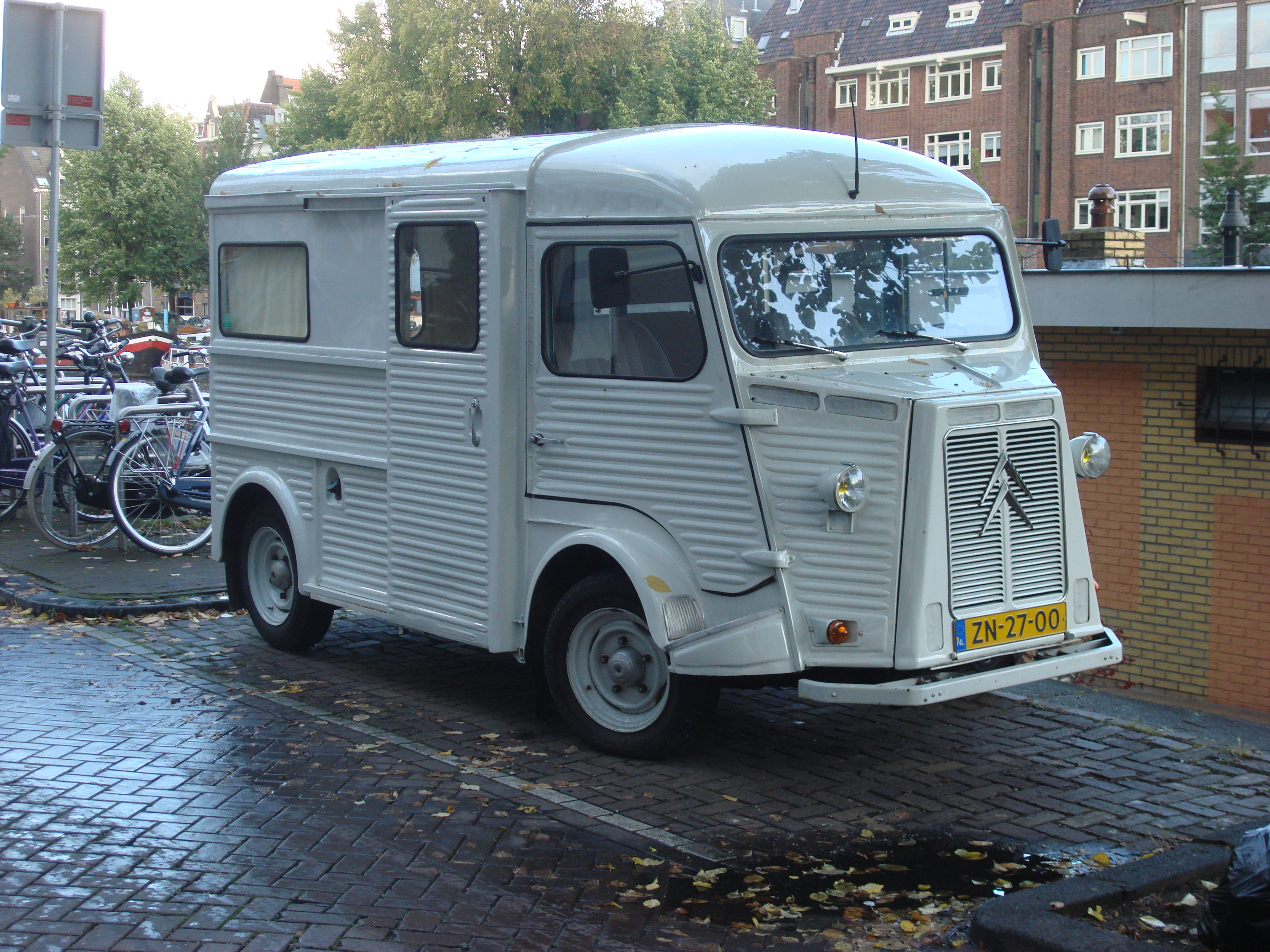
Citroën H Van
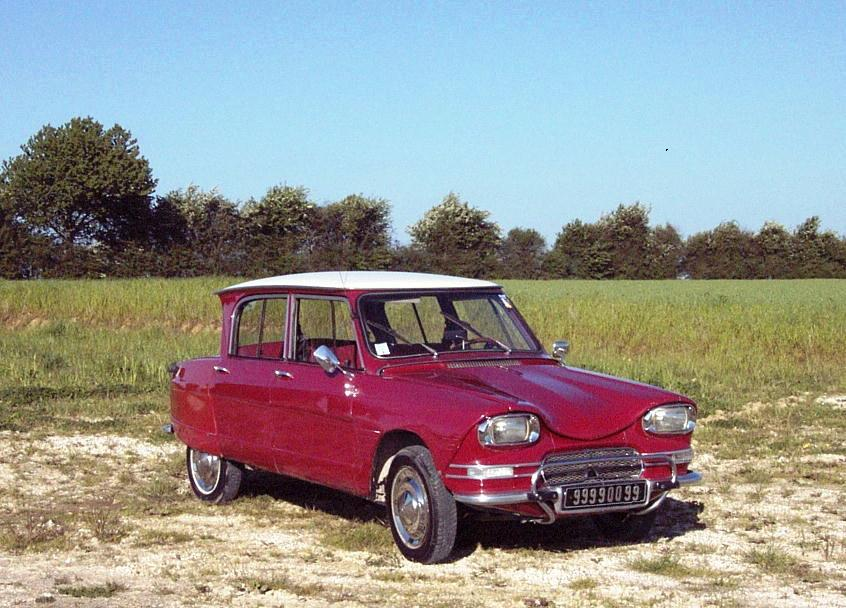
Citroën AMI-6 Sedan